# Nanophyetus salmincola
Nanophyetus salmincola é uma espécie de trematódeo da família Nanophyetidae. É um parasita intestinal de humanos causando a nanofietíase. Pode ser encontrado na América do Norte e em partes da Sibéria.